# Azoños
Azoños es una localidad ubicada en la zona septentrional del municipio cántabro de Santa Cruz de Bezana (España). Dista 1,8 km de la capital municipal. Tiene una altitud de 80 m s. n. m. Su población en el año 2008 era de 189 habitantes. Celebra cada 22 de febrero sus fiestas en honor a San Pedro.

## Personajes ilustres
Aquí nació en 1768 Manuel de la Bárcena y Arce, religioso fallecido en 1830.
- Datos: Q5715112